# Sarah Haider
Sarah Haider (Urdu: سارہ حیدر) is een Pakistaans-Amerikaanse schrijver, spreker en politiek activist. Ze is vooral bekend als medeoprichter van de belangengroep Ex-Muslims of North America (EXMNA), die ernaar streeft om religieuze dissidentie te normaliseren en voormalige moslims te helpen de religie te verlaten door hen te verbinden met netwerken voor ondersteuning. Bij EXMNA is ze hoofd fondsenwerving.

## Vroege leven
Haider werd in 1991 geboren in Karachi, de grootste stad van Pakistan, in een praktiserend sjiitisch moslimgezin. Toen ze zeven jaar oud was, verhuisde ze met haar familie naar de Verenigde Staten, waar ze opgroeide in Houston, de grootste stad van Texas. In haar jeugd was ze een vrome moslim. Ze omschreef haar religieuze toewijding als volgt:

Ik kleedde me kuis om de aandacht van mijn lichaam af te leiden, en tot de verwarring van mijn ouders heb ik zelfs korte tijd ervoor gekozen om de hijab te dragen. Ik vermeed iedere soort drugs of seksueel contact, schikte me naar beperkingen van het dieet en bad zo regelmatig als ik kon.

Sarah Haider werd op 16-jarige leeftijd atheïst. Ze meent dat ze het geluk had om een vrijzinnige (liberal) vader te hebben, die haar weliswaar geen korte broeken liet dragen of vriendjes hebben, maar haar wel toestond om alle boeken te lezen die ze maar wilde, ook islamkritische, en haar toestond om op kamers te gaan om te studeren. Haar queeste in het kritisch bevragen van religie begon toen haar atheïstische vrienden op de highschool met haar in discussie gingen. Een van haar vrienden zou "gruwelijke" verzen uit de Koran uitprinten en gewoon aan haar geven zonder iets te zeggen. Haider besloot om te proberen haar atheïstische vrienden van repliek te dienen en begon daarop de Koran te bestuderen om de context van "gruwelijke" verzen te begrijpen. Echter, ze verklaarde dat de context soms zelfs erger was dan het citaat, en werd langzamerhand atheïst.
Haar vader werd daarna ook atheïst. Haider omschreef haar ontwikkeling naar atheïsme samen met haar vader op de Reason Rally in Washington D.C. in 2016 als een lange reeks van discussies die meer dan tien jaar duurden. Voor haar vader duurde het echter nog totdat hij Facebookgroepen ontdekte van andere Pakistaanse atheïsten met actieve leden van zijn leeftijd; toen pas voelde hij zich moedig genoeg om de islam te verlaten. Sarah geeft nu vergelijkbaar advies aan ex-moslims: als mensen voor hun familie een aantal gelijken (zoals leeftijdsgenoten) kunnen vinden die de wereld door een seculiere bril bekijken, dan zullen ze zich meer op hun gemak voelen om het geloof vaarwel te zeggen.
In een interview uit 2016 met de American Humanist Association zei Haider dat ze na haar afstuderen verhuisde naar Washington D.C. en actief werd voor non-profitorganisaties en belangenbehartigingsgroepen. Deze betrokkenheid inspireerde haar om later haar eigen non-profitbelangengroep op te zetten. Ze woont nog steeds in Washington.

## Activisme
In 2013 richtten Haider en Muhammad Syed samen Ex-Muslims of North America (EXMNA) op, een belangenbehartigingsorganisatie en online community die streeft om religieuze dissidentie te normaliseren en door te helpen met het oprichten van lokale ondersteunende gemeenschappen voor islamverlaters. De organisatie begon in Washington D.C. en Toronto en groeide uit tot meer dan 25 afdelingen in de VS en Canada.
EXMNA meent dat islamitische gemeenschappen vaak degenen de rug toekeren die beschuldigd worden van geloofsafval en ook hun familie. De angst voor een dergelijke excommunicatie en zelfs geweld maakt het gevaarlijk voor ex-moslims die nog in de kast zitten om te worden onthuld als ongelovigen. Dat is de reden waarom EXMNA het erg belangrijk vindt om dissidentie (waaronder afvalligheid) in religieuze gemeenschappen acceptabel te maken en waarom ze een netwerk van ondersteuningsgroepen hebben opgezet voor mensen die ervoor kiezen om de islam te verlaten. Islamitische "afvalligen leven met een hoog dreigingsniveau dat ieder aspect van het leven beïnvloedt." EXMNA heeft een uitgebreid screeningsproces om de veiligheid en zekerheid van haar leden te waarborgen.
In 2015 hield Haider een toespraak getiteld "Islam and the Necessity of Liberal Critique" ("De islam en de noodzaak van progressieve kritiek") op de 74e jaarconferentie van de American Humanist Association in Denver, die zeer vaak bekeken is op YouTube. Tijdens een interview met Dave Rubin vertelde hoe enthousiast ze daarover was: "Het voelde alsof mijn hele leven zich in de richting van die speech had bewogen." Hoewel ze zei nerveus te zijn om de lezing te geven, omdat ze meende dat het onderwerp dissentie in de islam "gevoelig" lag, maar toch was ze verheugd dat de toespraak zo goed werd ontvangen. Haider, die zichzelf liberal noemt, wordt ontmoedigd door de vijandige houding die ze bij sommige andere liberals waarneemt. Ze heeft gezegd dat vrouwen die de islam verlaten vaak "buitengesloten, geslagen, lastiggevallen en bedreigd worden door hun families en gemeenschappen, gedwongen om terug te reizen naar hun land van herkomst om hen daar vrij van westerse invloed in de gaten te houden, tot huwelijk gedwongen worden." Ze is van mening dat voormalige moslims vaak door links ("de mensen die in principe aan onze kant zouden moeten staan") worden ontweken en 'verraden', onterecht worden beschuldigd van "islamofobie" en voorgehouden dat "kritiek leveren op de islam gelijkgesteld kan worden aan racisme." Dit maakt de positie van ex-moslims precair volgens Haider, omdat "politiek rechts onze vriend niet is; we hebben op rechts geen bondgenoten" omdat ze atheïstisch zijn.
In 2017 nam Haider het besluit om met EXMNA op reis te gaan door de Verenigde Staten en Canada om op universiteiten te spreken in het academische jaar 2017–2018. EXMNA zal hierbij een verscheidenheid van onderwerpen behandelen die moslims en ex-moslims aangaan.